# Ctenophthalmus smithersi
Ctenophthalmus smithersi är en loppart som beskrevs av De Meillon 1950. Ctenophthalmus smithersi ingår i släktet Ctenophthalmus och familjen mullvadsloppor. Inga underarter finns listade i Catalogue of Life.